# Tiago Polido
Tiago Lino Polido Coelho Sousa, noto semplicemente come Tiago Polido (Coimbra, 24 gennaio 1980), è un allenatore di calcio a 5 portoghese.

## Carriera
Inizia precocemente la carriera di allenatore, come assistente in varie squadre portoghesi e spagnole.
Nel febbraio 2008 viene nominato allenatore dell'Arzignano Grifo su suggerimento dell'ex bandiera Matija Đulvat che ne era rimasto favorevolmente impressionato durante la propria parentesi nello Spalato. Dopo pochi mesi alla guida dei vicentini raggiunge la finale playoff, persa però contro i cugini della Luparense. La stagione successiva l'Arzignano si mantiene su buone posizioni di classifica, e il 16 febbraio 2009 arriva la vittoria della Coppa Italia a Conegliano. Nonostante questo, a fine regular season Polido viene esonerato e sostituito dall'ex tecnico Lucio Solazzi.
Dopo una stagione in Croazia, nel 2010 torna in Italia per allenare la Marca, subito vince la Supercoppa a Montesilvano (0-3); i trevigiani dominano tutta la stagione e vincono il loro primo storico scudetto battendo in finale il Pescara. Unico neo di questa stagione quasi perfetta è la sconfitta in Coppa Italia per mano della Lazio (3-2).
Il 14 settembre 2012 decide di rassegnare le proprie dimissioni a poche ore dal via del nuovo campionato. Il 29 maggio 2013 diventa allenatore dell'Asti succedendo a Sergio Tabbia che aveva guidato i piemontesi per sette stagioni consecutive. Con gli orange vince due Winter Cup consecutive e una Coppa Italia ma delude in campionato: nonostante concluda al primo posto la stagione regolare in entrambi gli anni, nei play-off scudetto la squadra non raggiunge mai la finale, venendo eliminata in semifinale dalla Luparense nel 2014 e dal modesto Kaos nei quarti di finale del 2015. Separatosi dall'Asti un paio di mesi più tardi viene nominato selezionatore della Nazionale di calcio a 5 del Qatar.
Il 26 ottobre 2017 viene nominato nuovo allenatore del Lollo Caffè Napoli in sostituzione di Francesco Cipolla.

## Palmarès

### Competizioni giovanili
- Coppa di Spagna Juniores: 1

Lobelle de Santiago

### Competizioni nazionali
- Campionato italiano: 1

Marca: 2010-11
- Coppa Italia: 2

Arzignano: 2008-09
Asti: 2014-15
- Supercoppa italiana: 2

Marca: 2010, 2011
- Winter Cup: 2

Asti: 2013-14, 2014-15
- Campionato croato di calcio a 5: 1

Zagabria: 2009-10
- Coppa di Croazia: 1

Zagabria: 2009-10